# Lösz

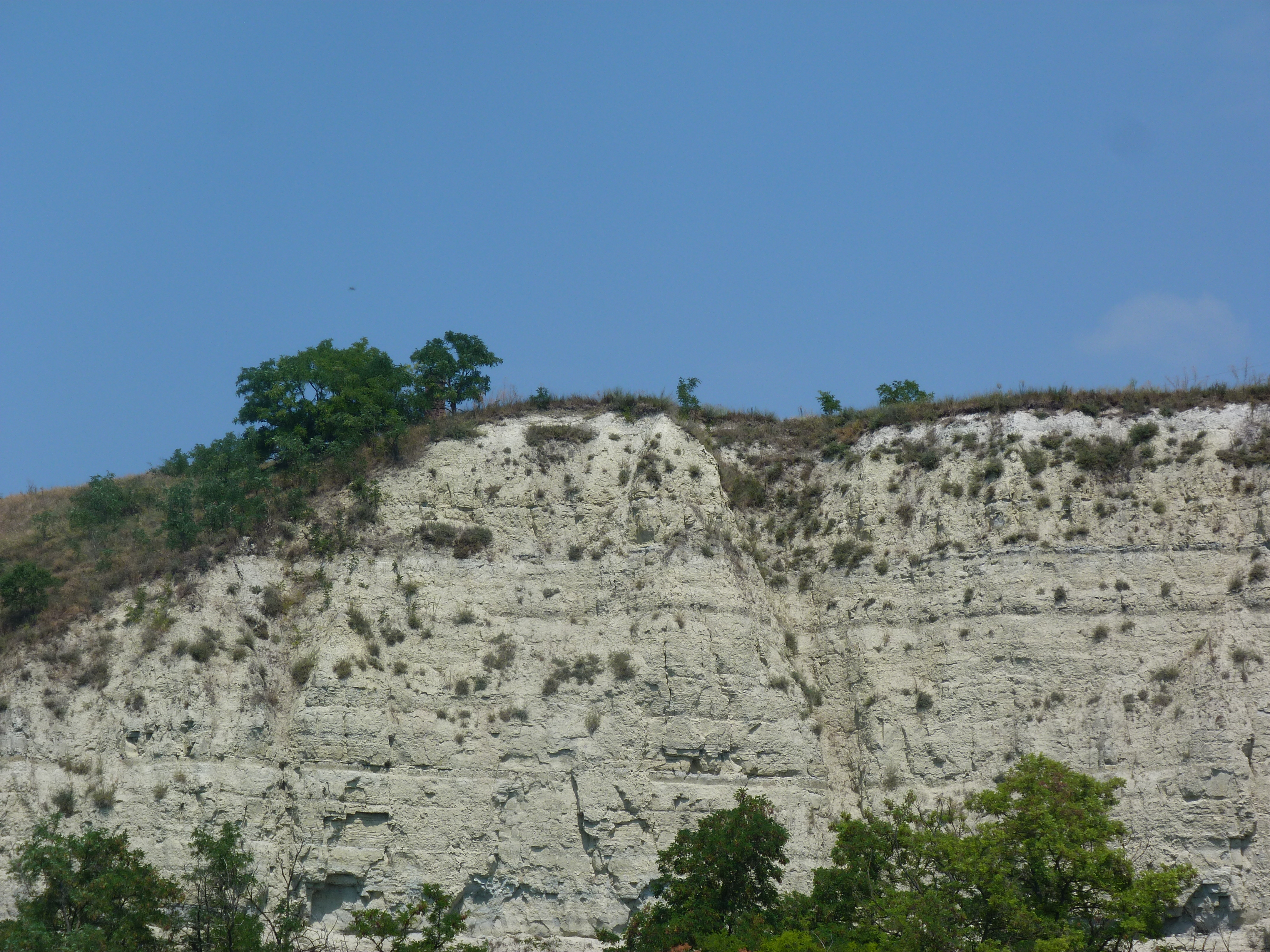
Kenesei-magaspart, Balatonkenese

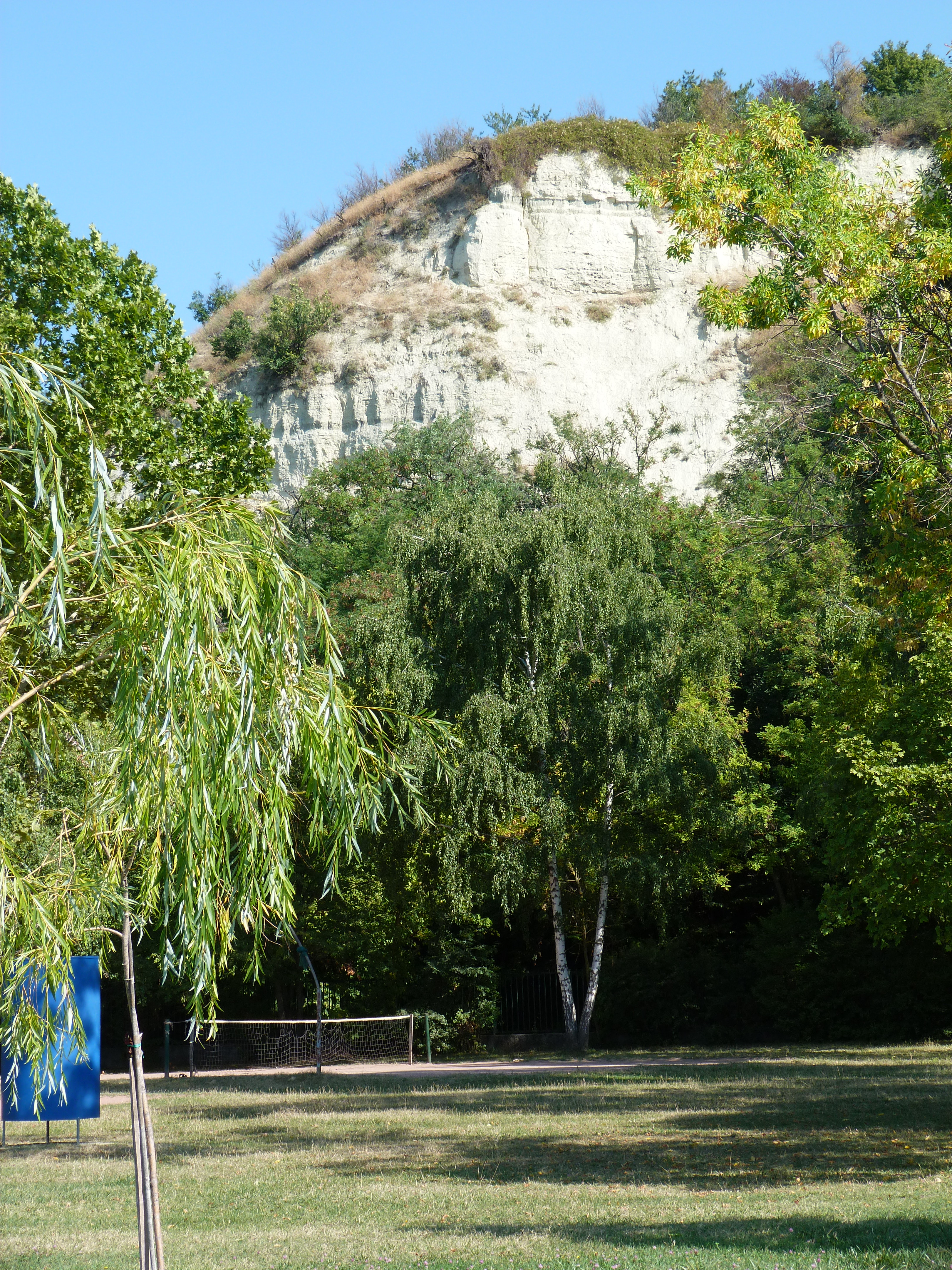
Löszfal, Balatonakarattya

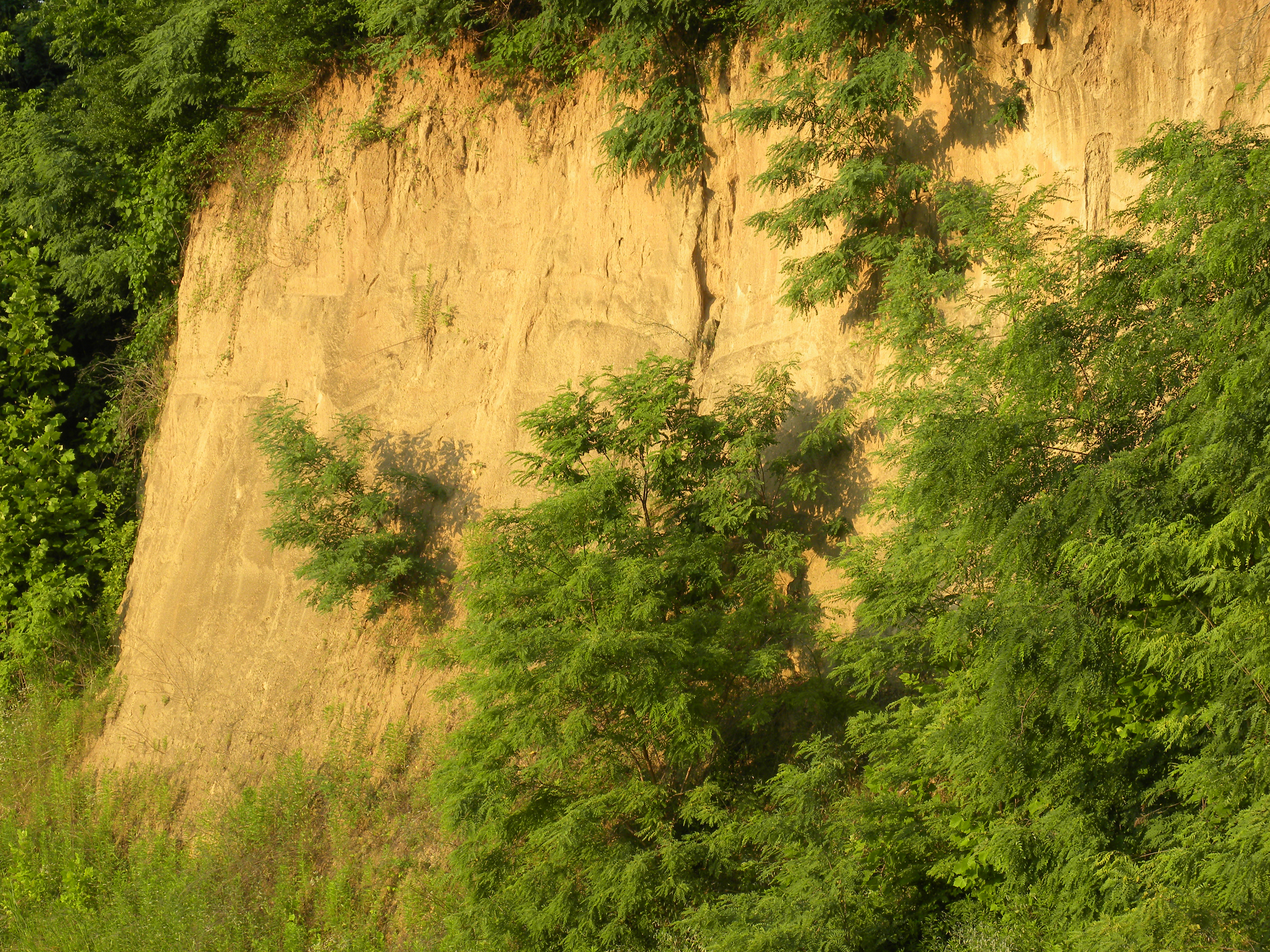
Löszfal, Vicksburg (Mississippi, USA)

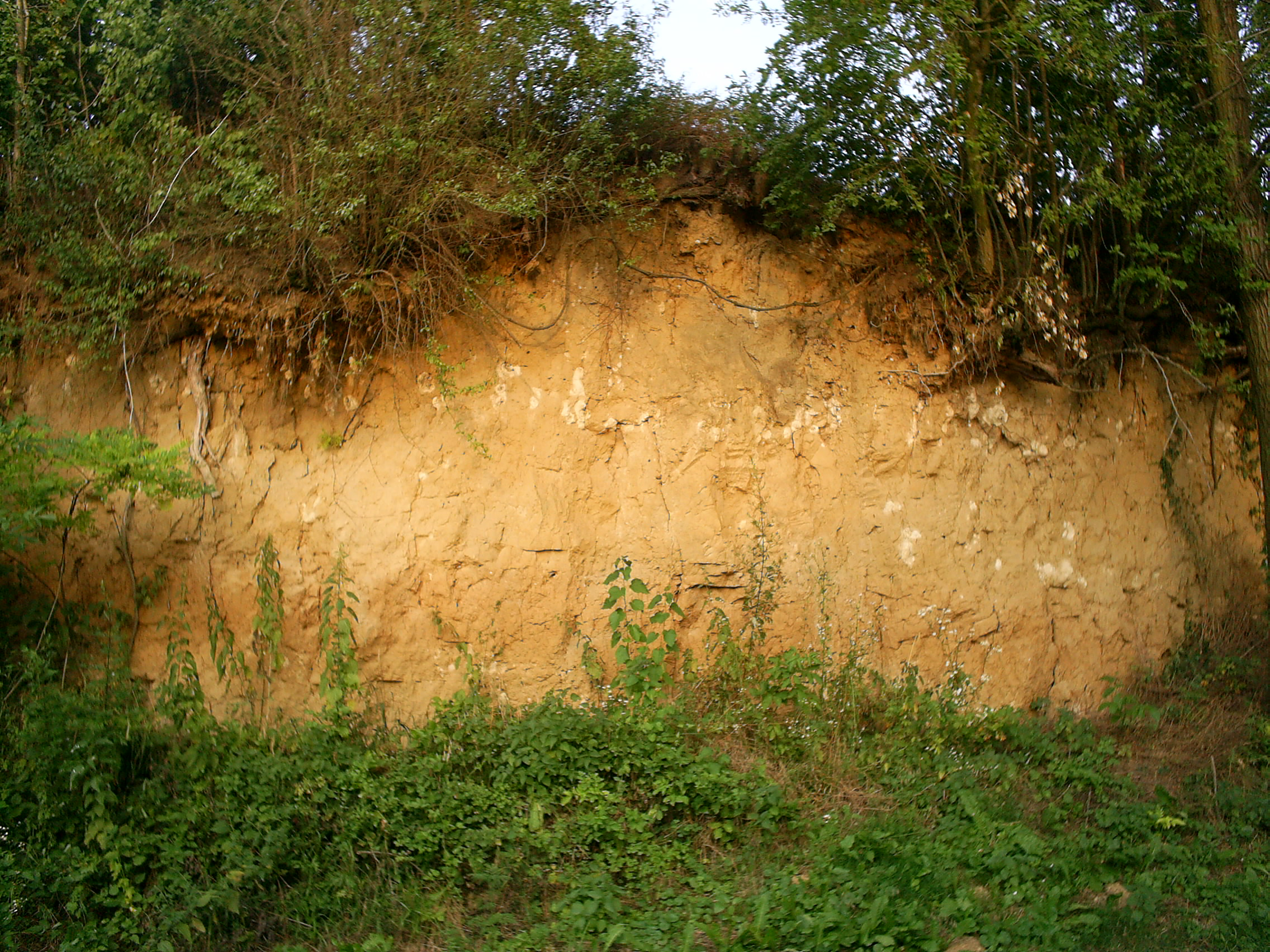
Löszfal, Szulimán

A lösz név a Rajna-melléki népies 'laza' jelentésű szóból származik, és mivel először ott tanulmányozták, megtartották e nevet. Magyar népies neve még a sárga föld.

## Alkotórészek
A lösz durva kőzetlisztből álló, meszes, rétegzetlen, meredek falakban megálló, állékony, fakósárga üledék. Gyakoriak benne a mészkonkréciók (löszbabák) és apró szárazföldi csigák vázai, az úgynevezett lösz-csigák (Helix hispida, Helix arbustorum, Succinea oblonga, Puppa muscorum), valamint a legutóbbi jégkorszak emlőseinek maradványai (például mamut, orrszarvú, bölény vagy szarvas). Szemcséi: 0,01–0,05 mm átmérőjűek. A Kárpát-medencében 4–20, esetenként 40–60 m vastag réteget alkot. Nedvesség és terhelés hatására roskadásra hajlamos, laza, törmelékes üledék.

## Elterjedése
A Földön igen elterjedt, mintegy 13 millió km²-nyi szárazföldi területet lösz borít. A Kárpát-medencében az Alföldön a futóhomok mellett a magasabb ártereken is előfordul. Jellemző a Dunántúl dombsági térszínein (például Tolnai-dombság, Szekszárdi-dombság) és a hegységek előterében, folyóteraszokon is, ahol igen termékeny talaj képződik rajta. A Kárpát-medencén kívül Európa más részein is jellemző (például a Rajna és mellékfolyóinak továbbá Rhône völgyében található teraszfelszíneken is), de leghatalmasabb kiterjedésben Kínában, Mongóliában, Tibetben, Jarkandban, Iránban, Észak- és Dél-Amerikában. Ezernyi km² területet borít lösz, helyenként (például Kínában) az 500 méteres vastagságot is eléri, de jellemzően rétegzetlen, csak a színben is eltérő, sötétbarna, vörösbarna egykori talajszintek, az ún. eltemetett vagy más néven fosszilis vagy paleotalajok tagolják, esetleg mészfelhalmozódási szintek (löszbabaszintek, mészpadok) ismerhetők fel bennük.

## Típusai
Több típusba sorolják, a legismertebbek a szárazföldi és infúziós lösz, attól függően, hogy keletkezése szárazon, a növényzetet szövetszerűen magában foglalva, vagy nedves környezetben történt.

## Képződése
Régebben a lösz képződését úgy magyarázták, nevezetesen Louis Agassiz és Charles Lyell elmélete alapján, hogy a talaj valójában gleccserek által összehordott finom iszap. Ma Ferdinand von Richthofen elmélete a legáltalánosabb, mely szerint a lösz az atmoszferiliák, nevezetesen a szél és a csapadék, valamint ezek mellett a növényzet működésének együttes eredménye, vagyis hulló porból keletkezett többnyire a pleisztocén kori jégtakaró déli szegélyén elhelyezkedő ún. periglaciális övben, hideg füves sztyeppén. A por a hideg sztyeppékről felkapott és bukószelek által elszállított, majd lerakott törmelék.